# Dysganus
Dysganus è un genere di dinosauri erbivori, appartenenti ai ceratopsi o dinosauri cornuti. I suoi resti fossili sono stati ritrovati in Nordamerica (Montana) in terreni del Cretaceo superiore (Campaniano, circa 75 milioni di anni fa). 

## Classificazione
Gli unici fossili noti di Dysganus sono alcuni denti, classificati nel 1876 da Edward Drinker Cope e attribuiti a tre diverse specie (D. encaustus, D. bicarinatus e D. peiganus) attribuite in seguito a dinosauri ceratopsi. Una quarta specie (D. haydenianus) include nell'olotipo sia denti di ceratopo che denti di dinosauro a becco d'anatra (adrosauro) ed è quindi considerata una chimera. 
Attualmente Dysganus è considerato un nomen dubium (Coombs e Galton, 1988) a causa della scarsità dei resti e della mancanza di caratteri distintivi. 